# نخست‌دندان
نخست‌دندان (نام علمی: Alphadon) نام یک سرده از فرورده کیسه‌داران است.